# Wendy Roobol
Wendy Roobol (1981) is een Nederlandse sopraan. Haar opleiding aan het Koninklijk Conservatorium in Den Haag voltooide zij in mei 2004. In juni 2006 sloot zij haar masterstudie aan De Nieuwe Opera Academie af. Masterclasses volgde zij onder meer bij Elly Ameling, Jill Feldman, Patricia Mc Mahon, Anne Murray, Michael Chance, Rudolf Jansen, François Leroux, Kenneth Montgomery en Mark Tucker.
Al treedt zij vaak op als concertzangeres, ze doet ook kamermuziek. Zij heeft een stem die zich leent voor zowel barokke als moderne muziek. Met haar veelzijdigheid heeft zij al meerdere operarollen vervuld.
Enkele operarollen die zij op haar naam heeft staan, zijn die in Dido and Aeneas, A Hand of Bridge, A Midsummernights' Dream, Alcina, Le nozze di Figaro en Don Chisciotte in Sierra Morena.
Verder speelde zij een hoofdrol in onder meer Purcell on Stage van Barokopera Amsterdam, maakte zij een tournee door Nederland en Frankrijk en zong ze in de Carmina Burana met onder andere het Amsterdams Gemengd Koor.
In het barokensemble Connection 1700 is Wendy Roobol de vaste zangeres.